# Елань-Елга
Елань-Елга (баш. Йыланйылға) — деревня в Шаранском районе Республики Башкортостан Российской Федерации. Входит в состав Старотумбагушевского сельсовета. 

## География

### Географическое положение
Расстояние до:
- районного центра (Шаран): 17 км,
- центра сельсовета (Старотумбагушево): 10 км,
- ближайшей ж/д станции (Туймазы): 49 км.

## История
Деревня основана в 1883 году переселенцами из деревни Марьяново, расположенной около города Белебей. Сначала она называлась Алан-Елга, а также Биш-Мунча (в переводе с татарского «пять бань»).
Первые жители арендовали земельный участок у муллы деревни Шаранбаш-Князево.
В 1896 году в посёлке Кичкиняшевской волости V стана Белебеевского уезда Уфимской губернии — 8 дворов и 42 жителя (22 мужчины, 20 женщин).
В 1906 году в посёлке Алан-Елга числилось 8 дворов и 70 человек (33 мужчины, 37 женщин).
По данным подворной переписи, проведённой в уезде в 1912—13 годах, деревня входила в состав Баш-Мунчинского сельского общества Кичкиняшевской волости. В деревне имелось 8 наличных хозяйств переселенцев-арендаторов из чувашей, где проживал 51 человек (24 мужчины, 27 женщин). 10 десятин земли было куплено, 12,83 десятины — арендовано. Общая посевная площадь составляла 15,87 десятин, из неё 4 десятины занимала рожь, 3,31 — просо, 3,28 — греча, 2,13 — горох, 1,85 — овёс, также сеяли пшеницу, картофель и коноплю. Из скота имелась 14 лошадей, 21 голова КРС, 48 овец. 14 человек занимались промыслами, 1 хозяйство держало 1 улей пчёл.
В 1920 году по официальным данным в деревне той же волости 9 дворов и 40 жителей (27 мужчин, 13 женщин), по данным подворного подсчёта — 40 чувашей в 9 хозяйствах.
В 1926 году деревня относилась к Шаранской волости Белебеевского кантона Башкирской АССР.
В 1930 году деревня Темниковского сельсовета входила в состав колхоза «Интернационал», затем образовался колхоз «Красный колос» с центром в деревне Идяш-Костеево.
В 1939 году в деревне Елань-Елга Темниковского сельсовета Шаранского района 75 жителей (31 мужчина, 44 женщины).
В 1943 году колхозники деревень Елань-Елга и Новая Сбродовка создали колхоз им. Пушкина.
В 1951 году этот колхоз вошёл в состав колхоза им. Крупской. В 1953 году Темниковский сельсовет вошёл в состав Кичкиняшевского, а в 1957 году все деревни этого сельсовета объединены в совхоз «Шаранский».
В 1959 году в посёлке Елань-Елга Кичкиняшевского сельсовета Шаранского района — 41 житель (17 мужчин, 24 женщины). В начале 60-х Кичкиняшевский сельсовет переименован в Старотумбагушевский.
В 1970 году в посёлке Старотумбагушевского сельсовета Шаранского района — 59 жителей (27 мужчин, 32 женщины).
В 1979 году — 45 человек (22 мужчины, 23 женщины).
В 1989-м — 32 жителя (18 мужчин, 14 женщин).
В 2002 году — 29 человек (17 мужчин, 12 женщин).
В 2005 году посёлок Елань-Елга стал деревней.
В 2010 году в ней проживало 26 человек (19 мужчин, 7 женщин).

## Население
| 2002 | 2009 | 2010 |
| ---- | ---- | ---- |
| 29   | ↗33  | ↘26  |

Национальный состав
Изначально деревня была чувашской.
С переписи 1970 года преобладающая национальность — русские (в 2002 году — 79 %).

## Инфраструктура
Деревня электрифицирована и газифицирована. Единственная улица — Садовая — представляет собой просёлочную дорогу.